# Výprachtice
Výprachtice (německy Weipersdorf) jsou podorlickou obcí, nacházející se v okrese Ústí nad Orlicí. Nejbližším městem je osm kilometrů vzdálené Jablonné nad Orlicí, tradičním spádovým městem je však pro obyvatele Výprachtic, již desítky let, deset kilometrů vzdálený Lanškroun. Žije zde 960 obyvatel.

## Historie
Výprachtice jsou poprvé zmiňovány roku 1304 v donační listině Václava II., kterou se vlastníkem celého Lanškrounska stal Zbraslavský klášter. Zmíněny jsou pod jménem Wiprechtsdorf, což zřejmě odkazuje na lokátora, který zde prováděl kolonizaci.

### Středověk
Výprachtice nejprve sdílely osud Lanškrouna, byvše roku 1358 směněny s litomyšlským biskupstvím. V roce 1409 je však biskup Jan Železný společně s městem Jablonné nad Orlicí a několika okolními vesnicemi zastavil Janu Strýčkovi ze Strýčkova. Nicméně roku 1453 se spolu se zbytkem Lanškrounska ocitly v rukou jednoho společného majitele – Zbyňka Kostky z Postupic. Po nástupu Pernštejnů roku 1505 zažívalo Lanškrounsko šťastné období, ale už roku 1540 Jan z Pernštejna zastavil Lanškroun Václavu Černohorskému z Boskovic, přičemž Jablonné nad Orlicí s okolím (tedy i s Výprachticemi) zůstalo v majetku Pernštejnů.

### Novověk

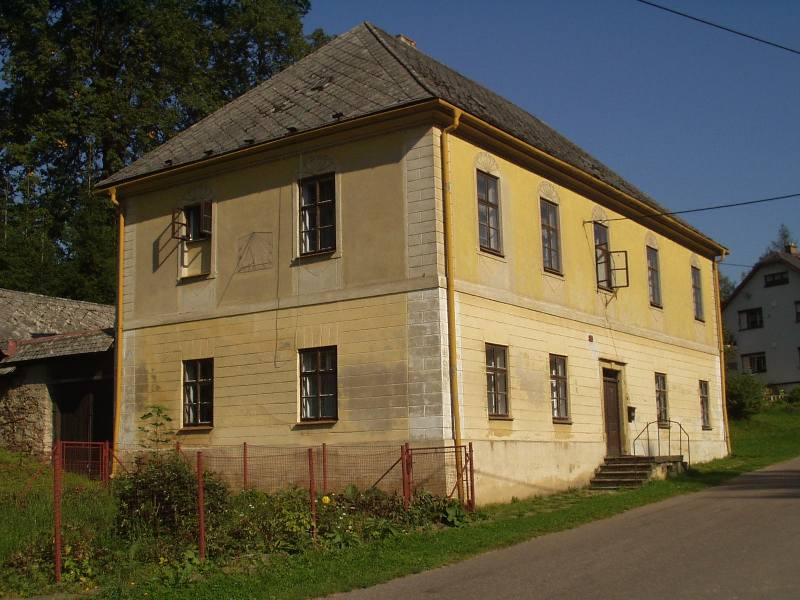
Výprachtická fara

Roku 1544 však bylo lanšperské panství, k němuž se v té době Výprachtice počítaly, prodáno Petrovi Bohdaneckému z Hodkova. Do rukou Pernštejnů se společně s Lanškrounem Výprachtice vrátily za Vratislava z Pernštejna v roce 1564. Od roku 1588 pak Lanškrounsko patřilo rytíři Adamu Hrzánovi z Harasova († 1619). Po bitvě na Bílé hoře se celého Lanškrounska zmocnil místodržící Karel I. z Lichtenštejna, jenž jej 5. prosince 1622 koupil za 9 500 kop grošů českých.
Prvním výprachtickým rychtářem, jehož jméno se dochovalo, byl Mikšík Perda, který ve Výprachticích zastupoval vrchnost v roce 1402. Podle údajů z roku 1542 patřilo k úřadu rychtáře několik řemeslníků, pět poddaných, mlýn, sedm tenat k honitbě kolem vsi, právo šenku a právo vaření pivo v lázni. Za to musel rychtář k obecní potřebě chovat býka a kance a pro vrchnost se starat o chrta nebo vola. Za válečného stavu musel rychtář vyzbrojit pacholka s koněm a vyplácet mu žold. Vrchnostenskou správu ovšem nevykonával sám rychtář, od začátku 17. století fungoval i vrchnostenský dvůr a ovčín, kde museli poddaní pod šafářovým dohledem robotovat, a to až zrušení dvoru na konci 18. století.
Během třicetileté války vesnicí nejméně dvakrát prošla švédská vojska. Poprvé zde 27. října 1646 přenocovaly oddíly polního maršálka Arvida Witteberga, táhnoucí na Šumperk. Dne 7. ledna 1648 pak Výprachtice dopadly mnohem hůře, když kontribuci vymáhající Švédové vypálili několik stavení včetně rychtářovy stodoly.
Od 16. století fungovala ve Výprachticích protestantská fara, která byla v souvislosti s rekatolizací zrušena. Kněz Jan Buffler byl zavražděn císařskými vojáky u dodnes stojící památné lípy. V roce 1663 byly Výprachtice přifařeny k obnovené katolické faře v Jablonném nad Orlicí. Lokálie se Výprachtice dočkaly až roku 1779, fary pak v roce 1853.

### Novodobé dějiny

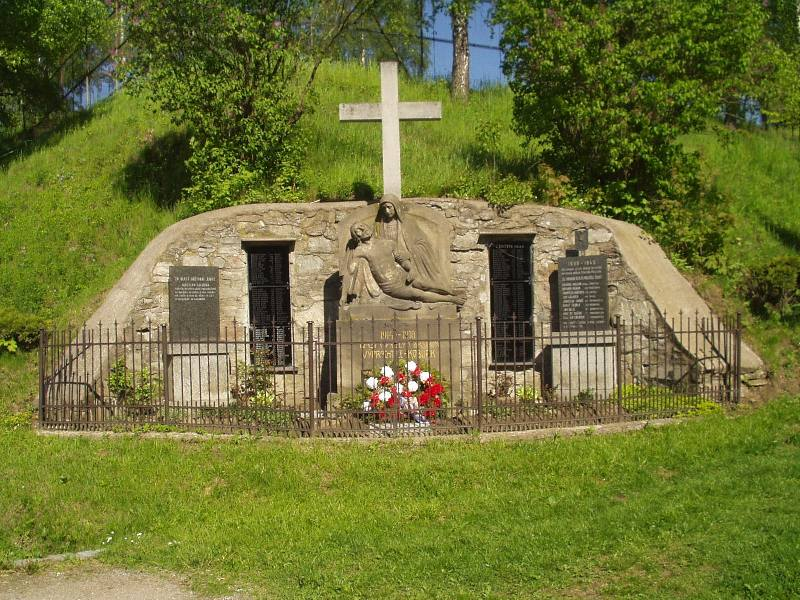
Pomník obětem první světové války od Čeňka Vosmíka

Rurální pošta (poštovní schránka) fungovala od roku 1874, samostatná pošta pak od roku 1893. Četnické stanice se Výprachtice dočkaly roku 1888. Roku 1896 byl ve Výprachticích ustaven Spořitelní a záložní spolek, takzvaná Kampelička. V roce 1931 pak v obci vznikla i Raiffeisenova záložna.
Navzdory naprosté většině českého obyvatelstva Výprachtic byla obec v roce 1938 přivtělena k Třetí říši. Po odsunu Němců se část obyvatelstva odstěhovala do uvolněných usedlostí v Lanškrouně i jiných okolních obcích. V roce 1950 byly zrušeny čtyři hostince, dva obchody se smíšeným zbožím, řeznictví, pekařství a mnohé další živnostenské provozovny. Zemědělská kolektivizace se setkala s malým pochopením, nejtvrdší odpůrci skončili v kriminále a někteří rolníci nevstoupili do jednotného zemědělského družstva nikdy.
Roku 1953 byl postaven vodovod v části obce Halda. Hasiči se dočkali nové zbrojnice v letech 1962–1965, roku 1972 vyrostla budova sloužící Místnímu národnímu výboru, poště a lékařské ordinaci. Roku 1978 byla postavena budova mateřské školy, k základní škole byla v roce 1985 přistavěna další část, což bylo spojeno s celkovou rekonstrukcí školy.
V devadesátých letech 20. století byla provedena kompletní rekonstrukce a modernizace vodovodní sítě, když byly vybudovány nové vodojemy i čistička odpadních vod. Stále pokračuje rekonstrukce školy, kam se přestěhovala i škola mateřská. V současné době probíhá debata o výstavbě větrné elektrárny.

## Přírodní poměry
Výprachtice se rozkládají v nadmořské výšce od 510 do 875 metrů nad mořem. Část obce leží na úbočí Bukové hory (958 metrů nad mořem), kde taktéž pramení obcí protékající řeka Moravská Sázava. V obci se nachází 240 obytných domů a 175 rekreačních objektů.

## Části obce
Výprachtice se skládají ze tří historických obcí – Výprachtic, Koburku a Valteřic. V roce 1951 byly k Výprachticím připojeny po odsunu německého obyvatelstva vylidněné Valteřice a roku 1975 byl s Výprachticemi sloučen i Koburk.

## Hospodářství
Ve vsi funguje zemědělské družstvo Agrospol Výprachtice firma Kovo Beran, OVAZ a další.

## Společnost

### Školství
Osoba rektora, který se ve Výprachticích věnoval školství, je poprvé připomínána roku 1591. Jmenovitě je ale doložen až rektor Jan Mach, a to v roce 1651. V souvislosti se školskými reformami Marie Terezie byla ve Výprachticích roku 1774 založena triviální škola, která v roce 1789 dostala novou budovu. V polovině 19. století už stará budova velmi chátrala, v roce 1860 tak byla vybudována škola nová. Postupně ve Výprachticích vznikla škola pětitřídní a roku 1897 i škola měšťanská. V letech 1905-1906 vyrostla další školská budova, která svému účelu slouží dodnes.

### Spolky
Nejstarším doloženým spolkem je hasičský sbor, který funguje dodnes již od roku 1883. Národní jednota severočeská zaměřující se na ochranu českých menšin zahájila se své působení ve Výprachticích roku 1885, pořádajíc častá divadelní představení. Vlastní výprachtický ochotnický sbor vznikl roku 1922. Ve Výprachticích též fungovaly všechny významné tělocvičné spolky: Sokol byl založen roku 1919, Orel rovněž 1919 a Dělnická tělocvičná jednota roku 1937. Dnes funguje obnovený Sokol. Kromě něj ještě např. Český zahrádkářský svaz a Myslivecké sdružení.

## Pamětihodnosti
- Kostel Proměnění Páně – současná podoba z roku 1816
- Na jihozápadním okraji vesnice se dochovaly nepatrné pozůstatky výprachtické tvrze z přelomu třináctého a čtrnáctého století.
- Fara – klasicistní budova se slunečními hodinami
- kaple před budovou školy ve Výprachticích – Beranova kaplička z roku 1848
- Kaplička ku cti Matky Boží – kaple u čp. 30 původem až z roku 1769, vícekráte přestavována
- Kaplička na Trhovici na Haldě – pseudogotická kaple na Haldě – z roku 1890
- Socha Nejsvětější Trojice ve Výprachticích z roku 1864
- Socha sv. Jana Nepomuckého ve Výprachticích před hostincem U Jana – z roku 1793
- Socha sv. Josefa ve Výprachticích
- Pomník padlých ve Výprachticích se sochou Piety od Čeňka Vosmíka
- Kříž u kostela ve Výprachticích – kamenný kříž u kostela z roku 1794
- Památná Výprachtická lípa

## Osobnosti
- Karel Otakar Hubálek (1859–1930), v letech 1905–1917 ředitel výprachtické měšťanské školy, spisovatel.[5]
- Jaroslav Chládek (1893–1919, Charbin), poručík legií v Rusku
- Jindřich Chládek (1897–1980), v letech 1951–1972 archivář v Lanškrouně, laureát pamětní medaile vlády ČSR v roce 1970
- Jindřich Praveček ml. (1909–2000), hudební skladatel, dirigent
- Jaroslav Tušla (1912–1997), v letech 1943–1973 ředitel školy, botanik[6]
- Jan Wechsler (* 1938), významný český chirurg

## Galerie

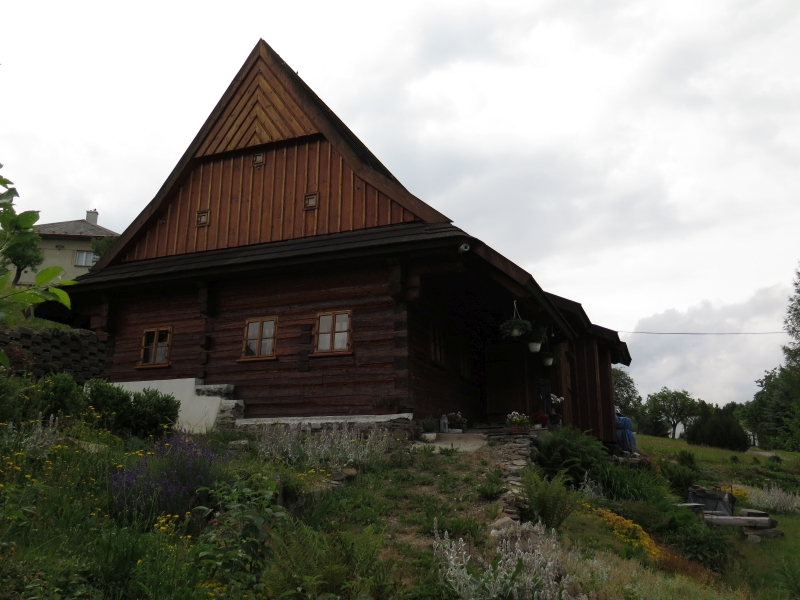
Stavení čp. 8
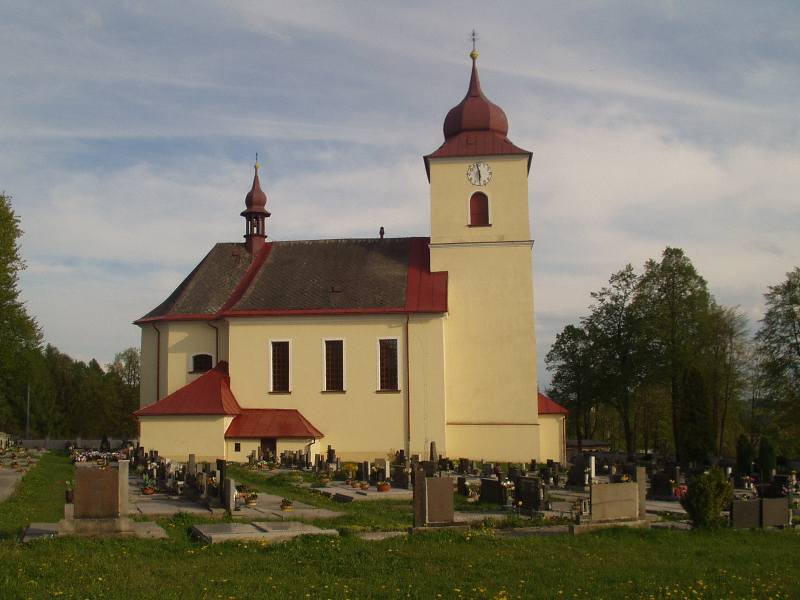
Kostel
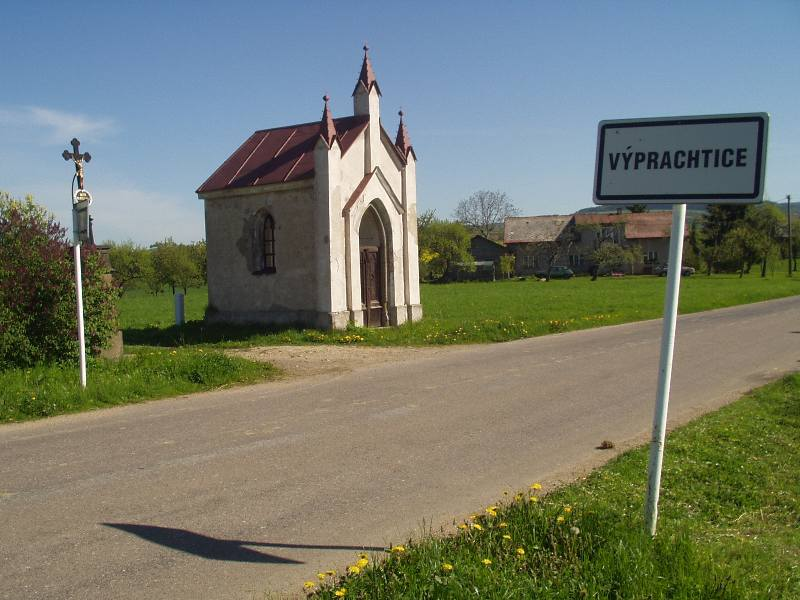
Kaplička
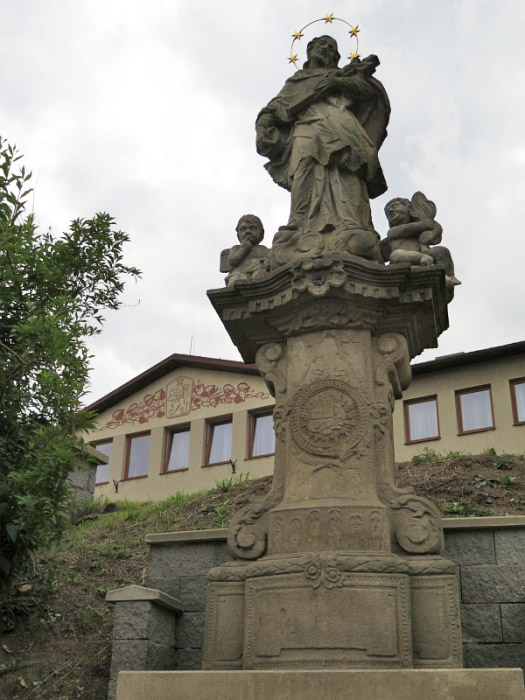
Socha svatého Jana Nepomuckého